# ティンカー、テイラー、ソルジャー、スパイ
『ティンカー、テイラー、ソルジャー、スパイ』（Tinker Tailor Soldier Spy）は、ジョン・ル・カレによる1974年のイギリスのスパイ小説。ジョージ・スマイリーを主役としたシリーズの一作である。

## 概要
まずアメリカで出版され、数週間後に本国イギリスで出版された。両国でベストセラー1位を獲得した。
キム・フィルビー事件（フィルビーはMI6幹部で、1963年にソ連の二重スパイであったことが発覚した）を題材にして書かれた作品である。ル・カレは2016年に発表した回顧録『地下道の鳩』の中でこう述べている。「フィルビーが国を裏切った動機には、欺瞞中毒の症状が大いに関係していたように思える。あるイデオロギーへの傾倒として始まったものが、心理的依存になり、やがてそれなしでは生きられなくなる。一方の側にいるだけでは満足できず、世界を股にかけたゲームが必要だったのだ」「イギリス人のなかには、帝国主義の罪を嘆きながら次の偉大な帝国主義的覇権を夢見、そこで自分が国の運命を左右できると妄想するタイプがいる。フィルビーはそのような男だったのだろう」
またル・カレは2002年のインタビューで、オノレ・ド・バルザックから着想を得たと答えている。「もともと意図したのは、スマイリー対カーラの諜報版〝人間喜劇（コメディ・ユメーヌ）〟で、それを世界に広げたかった。誰にでもわかる一種の冷戦ガイドだ」
登場人物の一人が「包帯でぐるぐる巻きにされて」連れ去られたという描写は、1945年に起こったコンスタンティン・ヴォルコフ（Konstantin Volkov）の事件を元にしている。駐イスタンブールのソ連副領事のヴォルコフは、イギリスへの亡命を申し出るが、この情報を受け取ったMI6長官のスチュワート・メンジーズはキム・フィルビーに連絡。フィルビーはソ連と作戦を立て、ヴォルコフとその妻は鎮静剤を打たれ包帯で全身をぐるぐる巻きにされた状態で担架でモスクワ行きの航空機に乗せられた。
「スマイリー三部作」すべてに登場するコニー・サックスのモデルは、フィルビーをもっとも早い時期からソ連のダブル・エージェントと睨んでいたMI5の職員、ミリセント・バゴット（Milicent Bagot）とされる。ただしル・カレ自身はサックスのモデルはバゴットではなく、戦時中ブレッチリー・パークで暗号解読の任にあたっていたダイアナ・マンフォードだと述べている。

## あらすじ
（※小説内ではおおよそ、以下<1>から<8>の順番で物語が記述されている）
<4>
英国情報部に20年にわたって潜り込んでいたソ連の二重スパイ（もぐら）。
情報部チーフのコントロールは、過去の様々な作戦失敗や情報漏洩から、幹部5人にまでその容疑者を絞りこみ、コードネームをつけた。ティンカー（アレリン）、テイラー（ヘイドン）、ソルジャー（ブランド）、プアマン（エスタヘイス）、ベガマン（スマイリー）。……だが、誰がその「もぐら」なのか？ 
決めあぐねたコントロールのもとに、チェコ情報部のステヴチェク将軍から「68年のチェコ騒乱の復讐だ。ソ連のもぐらの名前を売りたい」という連絡が舞い込む。将軍への協力者工作はテスティファイ作戦と命名され、チェコ語に堪能な工作員ジム・プリドーが、コントロールに命じられプラハへ向かった。だがそれは罠だった。チェコ軍に包囲されたプリドーは背中に銃弾を浴びて瀕死の重傷を負う。裏切り者の名は不明。作戦は失敗し、プリドー逮捕のスキャンダルを受けて、コントロールは失意のうちに引責、そして病気で死ぬ。
<2>
1年後……プリドーの事件をうけて英国情報部は総入れ替え、パーシー・アレリン率いる4人組がチーフに代わり指導部で春を謳歌している。4人組はソ連情報部の幹部を協力者として運営しており、そのウィッチクラフト作戦で得られる情報は、外務大臣など政府首脳から高く評価されている。
コントロールは荼毘に付され、守旧派のジョージ・スマイリーは退職、ピーター・ギラムは左遷の憂き目を見ている。ある日、香港で再度のロシア人女性亡命者イリナが現れる。彼女は「英国情報部にいるモグラ」の存在を示唆、英国情報部の工作員リッキー・ターは彼女と恋仲になり、亡命受け入れを主張するが、ロンドン本部に彼女の離脱希望を打電してから24時間後、イリナは昏睡状態のまま顔を包帯でぐるぐる巻きにされて、ソ連情報部に連れ去られる。「ロンドン本部にソ連への通報者がいる！」怒りと恐怖のなかリッキー・ターは、秘密裏に帰国し、左遷先のギラムに接触。事を重視したギラムは、内閣情報機関監査役のオリバー・レイコンに通報して、やがてスマイリーが非公式に召喚。ここに、ロンドン警視庁公安部のメンデル警視、ギラムをあわせて「モグラ狩り」がはじまる。
<1>
一方、心身に傷を負ったジム・プリドーは情報部を退職し、臨時の語学教師として トーントンの小学校に赴任する。
優秀な元工作員として生徒たちの心をたちまちにつかんだジムは、情報部の監視を厭い、生徒たちによる防諜組織を校内に作り上げる。ビル・ローチもその一人である。不器用で小太りの、心やさしいビル少年は、両親が離婚した子供だけがもつ鋭い観察眼で、ジムが誰か親友に裏切られて傷ついているのではないかと危惧する。
<3>
レイコンの政府委託を受けて、若きギラムを手足に、スマイリーは情報部の記録ファイルをとりよせる。それは過去への遡行の旅だった。アレリンとコントロールの権力闘争、スマイリーの妻アンとビル・ヘイドンの不倫、ロイ・ブランドの愚直と、トビー・エスタヘイスの躍進。そしてすべてを操るソ連情報部の諜報工作官カーラの存在。やがてスマイリーはアレリン一派の権力の源泉「ウイッチクラフト情報」に注目する。ソ連中枢深部からの信じられないくらい時宜にかなった、しかしどこか胡散臭い情報提供。アレリンに退職させられたコニー・サックスの聴取、そしてトビー・エスタヘイスの尋問を通じて、スマイリーはそれがアレリン一派の巧みな「対ソ二重スパイ作戦」であることをつきとめる。だがアレリンはそれほど優秀な諜報工作官なのか？むしろ権力欲に目がくらんで「対ソ二重スパイのふりをした対英二重スパイ作戦」に乗せられているのではないか？それがスマイリーの結論だった。では誰がアレリンを操っているのか？ 
<5>
同時に失敗した「テスティファイ作戦」の謎も解明するため、スマイリーは撃たれて背中が不具となったジム・プリドーと接触する。かたくなに過去を思い出す事を拒否するプリドー。「きみはコントロールが気が狂っていると思っていた」「情報部5人のうち、誰かがソ連の犬と君は信じなかった」「端的に言ってテスティファイ作戦の失敗は情報漏れによる」「まさかチェコに潜入する前の晩、誰かにうちあけたのか？」ジムは沈黙を続ける。
<6>
トビーは「ウイッチクラフトことソ連の二重スパイ・ヴィクトロフ大佐」とアレリン一派が、ロンドン市内で密会する隠れ家を白状した。トビーを取り込んだスマイリーは罠を仕掛ける事を決意する。リッキー・ターの所在を囮情報としてロンドン本部に上げるのだ。アレリン一派の誰かが、ター抹殺の為にヴィクトロフ大佐に通報する筈だ。理論的にはそれが「もぐら」となる。それを見張るのだ。
<7>
誰もが予測した通り、隠れ家に現れたのは英国情報部ロンドン本部長ビル・ヘイドンだった。ジム・プリドーの30年来の親友で、あるいはオックスフォード時代の「恋人」だったかもしれない男。チェコ潜入の前日、ひそかにジムが「コントロールの偏執」を相談してしまった男。全力でジムを東側から救いながら、帰国後はついに顔見世をできなかった男。そう、アレリンを操れる力量の持ち主は彼しかいない、それは誰しも判っていた事だった。ビル・ヘイドンはその場で逮捕された。後日、収監先で対面しながら、スマイリーは彼を、その魅力で人を引き付けながら、人を裏切ること自体に歓びを感じる残忍な男と断じる。まがりなりにもあった友情や尊敬も消え、スマイリーはヘイドンに嫌悪感だけを感じて別れる。
<8>
その夜、ヘイドンは収監先で何者かに屋外に呼び出され殺される。おそらく友情を裏切った親友による呼び出しと、覚悟の処刑と思われるが定かでない。アレリン一派は無期限の停職処分となり、スマイリーは崩壊した情報部再建のためチーフ就任をレイコンに要請される。あるいはヘイドンとの不倫で壊れた、妻アンとの愛も修復されるかもしれないが定かでない。親友を失ったプリドーは喪失感に苛まされるが、それもビル少年の献身によって、いつか傷が癒される事を示唆し、物語は終わる。

## 隠語
ル・カレは「スマイリー三部作」において様々な諜報の隠語を駆使した。ル・カレが編み出したものの中でも「ハニートラップ」は特によく知られ、『ティンカー、テイラー、ソルジャー、スパイ』で用いられてから一般的に広まった。「もぐら」が二重スパイの意味で使われたのは印刷物では本作品が初めてだと言われている。
- Babysitter - 訳語は「護衛」。

- Burn - 訳語は「燃やす」（旧訳）、「炙（あぶ）る」（新訳）。脅迫を意味する。

- Circus - 訳語は「サーカス」。MI6を指す。本部がロンドンのケンブリッジ・サーカスにあるという設定からそう呼ばれる。

- Coat-trailing - 囮等を使って他国の工作員を転向させること。

- The Competition - 訳語は「ライバル機関」。MI5のこと。

- Graded Persil - 訳語は「漂白済み」。徹底調査の結果、情報上の重要性なしと格付けされること。「Persil」は合成洗剤のブランド名。

- Honey-trap - 訳語は「色仕掛け（ハニー・トラップ）」。女性スパイが性的関係を利用して行う色仕掛け。主に脅迫を目的とする。

- Housekeepers - 訳語は「運営課」（旧訳）、「運営部」（新訳）。

- Joe - 英米情報部が使う現地エージェントを指す。

- Juju man - 諜報機関における作戦担当官を指す。

- Lamplighters - 訳語は「点灯屋（ランプライター）」。監視や盗聴、輸送、隠れがの手配などを行う支援部隊。

- Mole - 訳語は「もぐら」。信頼を得た立場から機密情報を長期にわたって盗み出す二重スパイ。

- Mothers - 訳語は「マザー」。サーカスの上級職員に仕える秘書やタイピスト。

- Moscow Centre - 訳語は「モスクワ・センター」。KGBの本部。

- Pavement artists - 尾行監視員を意味する。

- Scalphunters - 訳語は「首斬人（スカルプハンター）」（旧訳）、「首狩り人（スカルプハンター）」（新訳）。殺人や誘拐など危険な任務にあたる部隊。

## テレビドラマ
BBCは何年間もイーヴリン・ウォーの『ブライズヘッドふたたび』のテレビドラマ化を獲得する交渉を続けていた。ところが大詰めになってウォーの財産管理団体は民放のITVグラナダに権利を売ってしまった。当時BBCの〝クラシック・シリーズ〟のプロデューサーを務めていたジョナサン・パウエルは「何か考えてくれ」と上司から頼まれるが、パウエルは偶然『ティンカー、テイラー、ソルジャー、スパイ』を読んでいたところだった。「すばらしい番組になる」とひらめいた彼は翌日上司のオフィスに本を持ち込む。ル・カレからも面会の申込みがあり、テレビドラマ化権1万4千ポンドで制作が決まった。
オリヴァー・レイコン役のアンソニー・ベイトは、1977年に放映されたケンブリッジ・ファイヴに関するITVドラマ『Philby, Burgess and Maclean』で、キム・フィルビーを演じていた。
アレック・ギネスは連続テレビドラマに出演した経験はなかったが、主要スタッフおよびル・カレの強い希望により、主役のジョージ・スマイリーを演じることとなった。ギネスは役作りのため本物のスパイに会えないかとル・カレに頼んだ。ル・カレはMI6の長官を退官したばかりのモーリス・オールドフィールドとの3人の昼食を手配した。
監督はジョン・アーヴィン。撮影はトニー・ピアース＝ロバーツ。全7話で放送された『Tinker Tailor Soldier Spy』は高い評価を受け、プライムタイム・エミー賞 作品賞 (ミニシリーズ部門)にノミネートされた。

### 配役
- ジョージ・スマイリー - アレック・ギネス
- ピーター・ギラム - マイケル・ジェイストン
- オリヴァー・レイコン - アンソニー・ベイト
- トビー・エスタヘイス - バーナード・ヘプトン
- ビル・ヘイドン - イアン・リチャードソン
- ジム・プリドー - イアン・バネン
- リッキー・ター - ハイウェル・ベネット
- パーシー・アレリン - マイケル・アルドリッジ
- ロイ・ブランド - テレンス・リグビー
- コントロール - アレクサンダー・ノックス
- メンデル - ジョージ・シーウェル
- コニー・サックス - ベリル・リード
- ジェリー・ウェスタビー - ジョス・アクランド
- アン・スマイリー - シアン・フィリップス
- ロディ・マーティンデール - ナイジェル・ストック
- カーラ - パトリック・スチュワート
- サム・コリンズ - ジョン・スタンディング
- タフティ・セシンジャー - ソーリー・ウォルターズ
- イリーナ - スーザン・コディセック
- ポリヤコフ - ゲオルク・プラウダ

## ラジオ
1988年にBBC Radio 4によりラジオドラマ版が放送された。スマイリーはバーナード・ヘプトンが演じた。
また2009年にも再びラジオドラマ化され、サイモン・ラッセル・ビールがスマイリーを演じた。

## 映画
2008年6月、『ガーディアン』誌によりピーター・モーガン脚本、ワーキング・タイトル・フィルムズ製作、トーマス・アルフレッドソン監督での映画化が報じられた。ジョージ・スマイリーはゲイリー・オールドマンが演じた。2011年9月16日にイギリスで公開された。

## 日本語訳
- ジョン・ル・カレ 著、菊池光 訳『ティンカー、テイラー、ソルジャー、スパイ』早川書房、1975年3月31日。
  - ジョン・ル・カレ 著、菊池光 訳『ティンカー、テイラー、ソルジャー、スパイ』ハヤカワ文庫、1986年11月30日。ISBN 978-4150404260。
- ジョン・ル・カレ 著、村上博基 訳『ティンカー、テイラー、ソルジャー、スパイ〔新訳版〕』ハヤカワ文庫、2012年3月23日。ISBN 978-4150412531。電子書籍も刊